# ميموزا (نجم)
ميموزا (بالإنجليزية: Mimosa)‏ هو ثاني ألمع جرم في كوكبة نُعَيْم بالنصف الجنوبي للكرة السماوية (بعد نير نعيم)، والنجم العشرين الأكثر لمعانًا في سماء الليل. لديها تسمية باير β نُعَيْم (β Crucis)، والتي تُعَرَّب إلى بيتا نُعَيْم (Beta Crucis، اختصارًا Beta Cru أو β Cru). تشكل ميموزا جزءًا من صورة نجمية بارزة تسمى صليب الجنوب. إنه نجم ثنائي أو نظام نجمي ثلاثي محتمل.

## روابط خارجية
- http://jumk.de/astronomie/big-stars/becrux.shtml